# 市村美津子
市村 美津子（いちむら みつこ、1926年5月5日 - 没年不詳）は、日本の元子役、女優である。本名は松田 光子（まつだ みつこ）。

## 略歴・人物
1926年（大正15年）5月5日、東京府荏原郡大森町（現在の東京都大田区）出身。1930年（昭和5年）3月、3歳で松竹蒲田撮影所に入社、小津安二郎監督の『その夜の妻』でデビューする。1931年（昭和6年）の『マダムと女房』に渡辺篤と田中絹代の娘役で出演し注目を集める。1932年（昭和7年）の『残されたお菊ちゃん』では主演を務めるなど、数々の作品で活躍。蒲田名子役の一人となる。
1938年以降は出演記録が無く、1940年（昭和15年）に退社。1943年（昭和18年）の『愛機南へ飛ぶ』に端役で出演しているが、その後の消息は不明である。

## 主なフィルモグラフィ

### 松竹蒲田撮影所
- その夜の妻 : 1930年
- 足に触った幸運 : 1930年
- マダムと女房 : 1931年
- 東京の合唱 : 1931年
- 海の王者 : 1932年

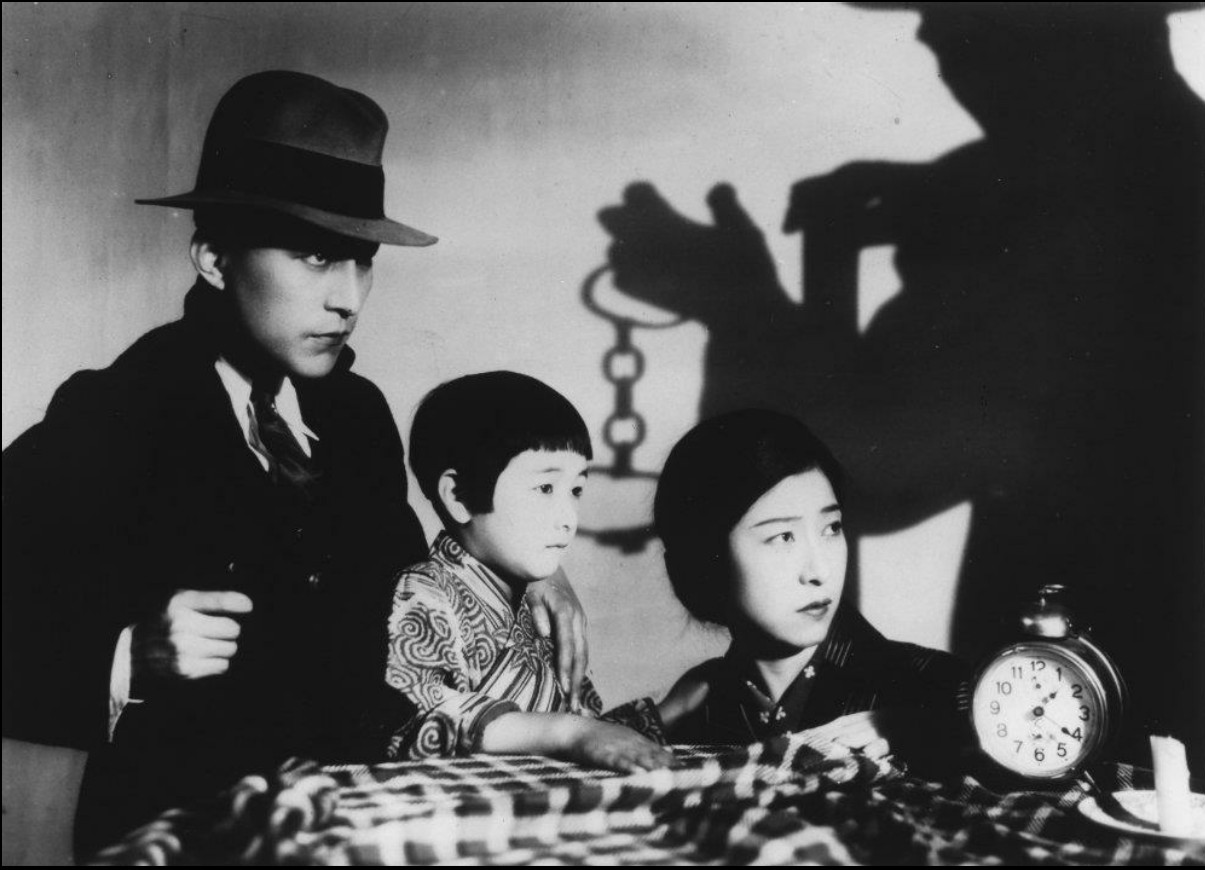
『その夜の妻』での市村美津子（中）。左は岡田時彦、右は八雲恵美子。

- 大人の見る繪本 生れてはみたけれど : 1932年
- 愛の防風林 : 1932年
- 残されたお菊ちゃん : 1932年
- 与太者と芸者 : 1933年
- 泣き濡れた春の女よ : 1933年
- 旅寝の夢 : 1933年
- 東京音頭 : 1933年
- 恋を知りそめ申し候 : 1934年
- 女の顔役 : 1934年
- 東京の英雄 : 1935年
- 船頭可愛いや : 1935年

### 松竹大船撮影所
- 母を尋ねて : 1936年
- この親に罪ありや : 1937年
- 仰げば尊し : 1937年
- 愛機南へ飛ぶ : 1943年